# Hali Abas

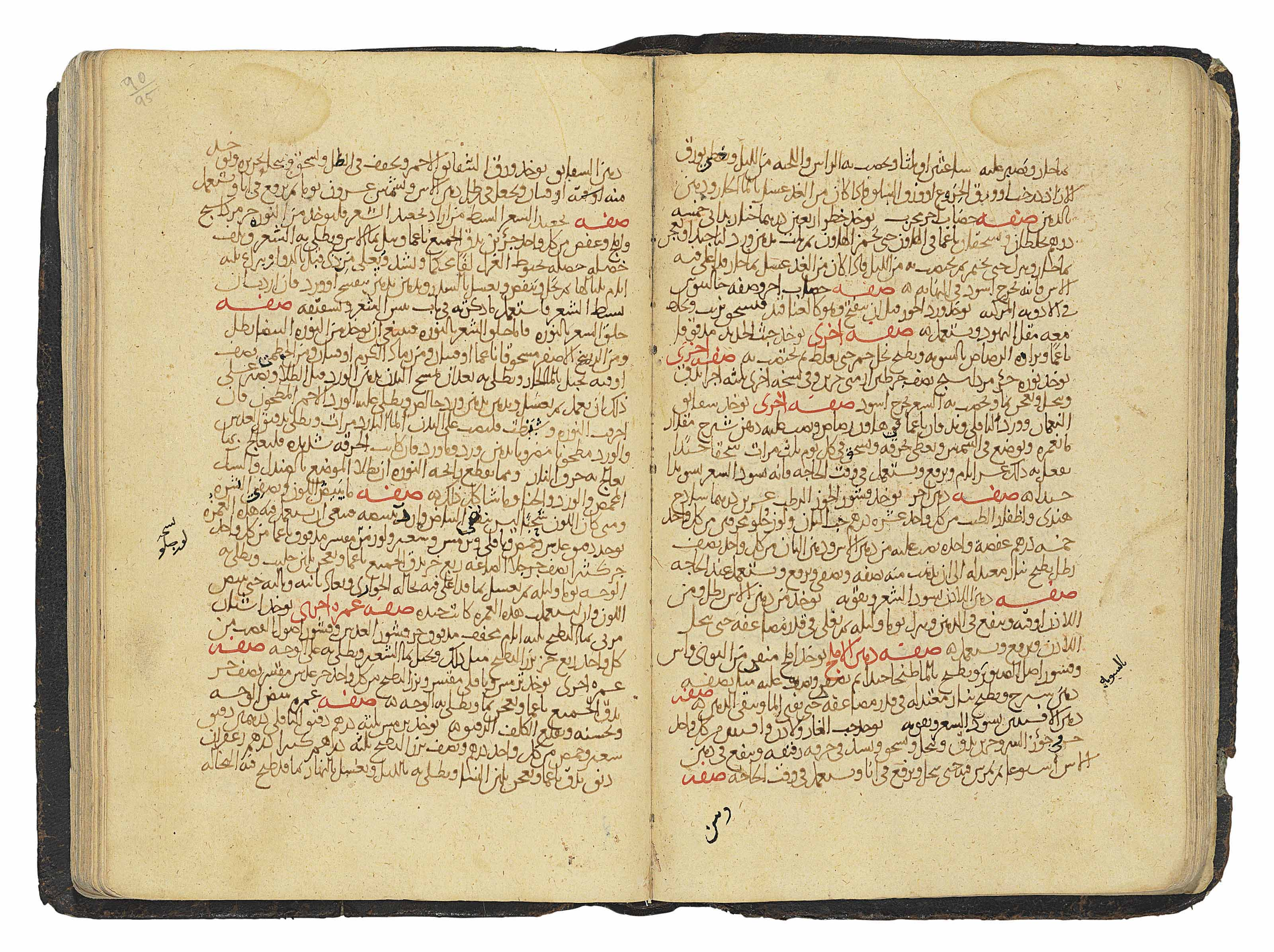
Manuscrito do Kitab Kamil al-Sana'ah al-Tibbiyyah de Hali Abas, cópia criada no Irã, datada de janeiro a fevereiro de 1194

Ali ibne Alabas Almajuci (em persa: علی بن عباس مجوسی; romaniz.: Ali ibn al-'Abbas al-Majusi; morreu entre 982 e 994), também conhecido como Maçudi, ou latinizado como Hali Abas, foi um médico e psicólogo persa da Idade de Ouro Islâmica, mais famoso pelo Kitab al-Maliki ou Livro Completo da Arte Médica, seu livro-texto sobre medicina e psicologia.

## Biografia
Hali Abas nasceu em Avaz, sudoeste da Pérsia, em uma família persa e estudou com Xeique Abu Mair Muça ibne Saiar. Ele foi considerado um dos três maiores médicos do califado oriental de seu tempo e tornou-se médico do emir Adude Adaulá do Império Buída, que governou de 949 a 983 d.C. O emir foi um grande patrono da medicina e fundou um hospital em Shiraz, na Pérsia, e em 981 o Hospital Aladudi, em Bagdá, onde Almajuci trabalhava. Seus ancestrais eram zoroastrianos (daí o nisba "Almajuci"), mas ele próprio era muçulmano. O nome de seu pai era Abbas e, segundo Iranica, não é o tipo de nome tipicamente usado por um neófito, fato que sugere que a conversão ao Islã ocorreu na geração de seu Ele próprio parece ter faltado ao zelo muçulmano, uma vez que nenhuma menção é feita ao profeta Maomé em suas observações introdutórias, enquanto seu argumento para a excelência da medicina é baseado inteiramente no raciocínio pragmático sem recorrer ao Alcorão ou a Suna. Além disso, chamando a si mesmo de "Ali ibne Abas Almajuci", o autor intencionalmente chama a atenção para sua origem zoroastrista.

## A arte completa da medicina
Almajuci é mais conhecido por seu Kitāb Kāmil aṣ-Ṣināʿa aṭ-Ṭibbiyya ( كتاب كامل الصناعة الطبية "Livro Completo da Arte Médica"), mais tarde chamado A Arte Completa da Medicina, que ele completou por volta de 980. Ele dedicou o trabalho a o Emir, e ficou conhecido como o Kitāb al-Malakiyy (كتاب الملكي , "Livro Real", ou em latim Liber Regalis ou Regalis Dispositio).
O Maliki está dividido em 20 discursos, dos quais os dez primeiros tratam da teoria e os dez segundos da prática da medicina. Alguns exemplos de tópicos abordados são dietética e matéria médica, uma concepção rudimentar do sistema capilar, observações clínicas interessantes e prova dos movimentos do útero durante o parto (por exemplo, a criança não sai, mas é empurrada para fora).
Na Europa, uma tradução latina parcial foi adaptada como Liber pantegni por Constantino Africano (c. 1087), que se tornou um texto fundador da Escola Médica Salernitana em Salerno. Uma tradução completa e muito melhor foi feita em 1127 por Estêvão de Antioquia, e foi impressa em Veneza em 1492 e 1523. O livro de medicina de Hali é citado nos Contos de Canterbury de Chaucer.

### Ética médica e metodologia de pesquisa
O trabalho enfatizou a necessidade de uma relação saudável entre médicos e pacientes, e a importância da ética médica. Também forneceu detalhes sobre uma metodologia científica semelhante à pesquisa biomédica moderna.

### Neurociência e psicologia
Neurociência e psicologia foram discutidas em The Complete Art of Medicine. Ele descreveu a neuroanatomia, neurobiologia e neurofisiologia do cérebro e discutiu pela primeira vez vários transtornos mentais, incluindo doença do sono, perda de memória, hipocondria, coma, meningite quente e fria, vertigem, epilepsia, doença do amor e hemiplegia. Ele colocou mais ênfase na preservação da saúde através da dieta e cura natural do que com medicamentos ou drogas, que ele considerava um último recurso.

### Psicofisiologia e medicina psicossomática
Ali ibne Abas Almajuci foi um pioneiro em psicofisiologia e medicina psicossomática. Ele descreveu como os aspectos fisiológicos e psicológicos de um paciente podem afetar um ao outro em seu Livro Completo da Arte Médica. Ele encontrou uma correlação entre pacientes que eram física e mentalmente saudáveis e aqueles que eram física e mentalmente insalubres, e concluiu que "alegria e contentamento podem trazer uma melhor condição de vida para muitos que de outra forma estariam doentes e miseráveis devido à tristeza desnecessária, medo, preocupação e ansiedade".